# Albert River (Gordon River)
Der Albert River ist ein Fluss im Südwesten des australischen Bundesstaates Tasmanien. 

## Geografie
Der Fluss entspringt an den Südhängen des Koruna Peak, der in der Frankland Range im Südteil des Franklin-Gordon-Wild-Rivers-Nationalparks liegt. Er fließt an der Westseite des Gebirges nach Nord-Nordwesten und mündet nördlich der Dohertys Range in den Gordon River.